# Andrés Aldama
Andrés Aldama Cabrera (Matanzas, 9 aprile 1956) è un ex pugile cubano.
Ha vinto due medaglie olimpiche nel pugilato. In particolare ha conquistato la medaglia d'oro alle Olimpiadi di Mosca 1980 nella categoria pesi welter e precedentemente la medaglia d'argento alle Olimpiadi di Montreal 1976 nella categoria pesi superleggeri.
Nel 1979 ha vinto l'oro ai giochi panamericani nella categoria pesi welter.